# پیکسل‌های مختلط
پیکسل‌های مختلط (به انگلیسی: Mixed Pixels)
مسئله‌ای که در سنجش از دور به‌طور معمول وجود دارد، قدرت تفکیک مکانی محدود سنجنده‌ها است که ناگزیر باعث اختلاط علائم طیفی در مرز دو یا چند پدیده که در یک پیکسل قرار می‌گیرند، می‌شود و پیکسل‌های مختلط را به وجود می‌آورند. این بدان معناست که پیکسل‌های منفرد ممکن است دارای چندین پوشش مختلف از پوششهایی خالص می‌باشند. پوشش‌های خالص به مواردی گفته می‌شود که از یک نوع پوشش باشند؛ مثلاً پوشش گندم انبوه، خاک لخت و بدون پوشش از یک ترکیب، سطح آب و از این قبیل را پوشش خالص Endmember می‌نامیم. اگر طبقه‌بندی تک پوشش برای هر پیکسل انجام شود، در بهترین حالت آن شاید به دقت مورد نظر بتوان دست یافت چراکه در این کار ممکن است در قسمتی از پیکسل خطای طبقه‌بندی وجود داشته باشد. این موضوع در خصوص تصاویر ابر طیفی بسیار حائز اهمیت است.

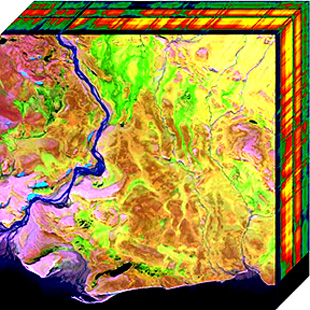
تصویربرداری فراطیفی گونه‌ای تصویربرداری است که از سراسر طیف الکترومغناطیسی داده‌ها را گردآوری و پردازش می‌کند.